# Анкаты (Теректинский район)
Анкаты́ (каз. Аңқаты) — село в Теректинском районе Западно-Казахстанской области Казахстана. Административный центр Анкатинского сельского округа. Код КАТО — 276239100.

## Население
В 1999 году население села составляло 1260 человек (601 мужчина и 659 женщин). По данным переписи 2009 года, в селе проживало 1049 человек (510 мужчин и 539 женщин).